# Puszcza Knyszyńska
Puszcza Knyszyńska, Puszcza Knyszyńsko-Białostocka – rozległy kompleks leśny (drugi pod względem wielkości po Puszczy Białowieskiej na Nizinie Podlaskiej) położony na Wysoczyźnie Białostockiej w województwie podlaskim. Lasy porastają tam tereny moreny czołowej, a przez tereny Puszczy przepływa rzeka Supraśl wraz z dopływem Sokołdą. Siedzibą Parku Krajobrazowego Puszczy Knyszyńskiej jest Supraśl.
Powierzchnia Puszczy wynosi ok. 1050 km², jednak na skutek zalesiania gruntów porolnych, co roku jej powierzchnia się zwiększa. Szczególnie widoczny jest ten proces we wschodniej części jej obszaru.
- W drzewostanie dominują: sosna, świerk, a występują także brzoza, olsza i dąb.
- W Puszczy Knyszyńskiej znajdują się ostoje żubra (od roku 1974).
- Na terenie Puszczy Knyszyńskiej w 1988 r. utworzono Park Krajobrazowy Puszczy Knyszyńskiej.

## Dawne dzieje Puszczy

### Osadnictwo ludzkie, jego zasięg i rozwój
Z całego terenu Puszczy Knyszyńskiej najstarsze pozostałości osadnictwa ludzi pochodzą sprzed 10 000 lat, z okresu preborealnego i borealnego epoki Holocenu. Na terenie tym przeważała wtedy roślinność typu tundrowego, z domieszką brzozy oraz z później wkraczającą sosną. Większe grupy ludzkie pojawiły się na tych obszarach w związku z migracjami stad reniferów. Doliny Narwi i Biebrzy stanowiły dla tych zwierząt naturalne szlaki ich sezonowych wędrówek. Były cennym, dla ówczesnych ludzi, źródłem pożywienia i innych materiałów (np. skór do szycia ubrań, budowania szałasów).
Wraz z postępującym ociepleniem klimatu następowały zmiany w roślinności (pojawia się las tajgowy) oraz w faunie. W dolinie Supraśli archeolodzy odkryli miejsca związane z osadnictwem z czasów schyłku okresu borealnego, czyli ok. 6000 lat temu. Był to teren silnie zalesiony, atrakcyjny dla człowieka zarówno do polowań na łosie i jelenie, jak i do połowów. Z tego okresu pochodzi, odkryty tuż przed II wojną światową, grób myśliwego z Konnego. Był on przykładem rzadko spotykanego na polskich ziemiach pochówku, gdzie zmarłego sadzano skrępowanego w grobie i obsypywano czerwonym barwnikiem (ochrą). Tego typu pochówki występowały w mezolicie, we wschodnich rejonach Europy.
W związku z ociepleniem klimatu na terenie puszczy zaczęło rozprzestrzeniać się rolnictwo i hodowla. Ze względu na niską żyzność gleby, większym zainteresowaniem ludności z terenów puszczy cieszyła się hodowla zwierząt. Pierwsi hodowcy na tym terenie pojawili się w okolicach 4 000 lat temu. Równocześnie dalej eksploatowano intensywnie zasoby naturalne okolicznych lasów i rzek. Z tych czasów zostały zachowane różnego rodzaju narzędzia, tj.: kamienne topory (w Zapieckach i w Krzemiennem), narzędzia służące do obróbki skór (miejscowość Zasady oraz Surażkowo) czy gładzone siekiery krzemienne (znalezione w miejscowości Pieszczaniki).
W epoce brązu plemiona zamieszkujące obszary Puszczy Knyszyńskiej zaczęły eksploatować złoża krzemienia, którego zasoby zostały odkryte w okolicach wsi Rybniki. Dobrze zachowana tam została rzeźba nakopalniana, w postaci lejów po zasypanych szybach i hałdach. Pozwoliło to na zbadanie i wyodrębnienie różnych sposobów pozyskiwania surowca przez ówczesnych ludzi. Wydobycie krzemienia odbywało się poprzez wykopywanie głębokich dołów (tzw. kopalnie jamowe) lub poprzez wcinanie się w stromy stok wzniesienia i wydobywanie z niego brył surowca. Jego pierwsza obróbka miała miejsce w tak zwanych pracowniach przywyrobiskowych, natomiast do dalszej obróbki surowiec wędrował w okolice rzeki Krzemianki, gdzie często były zakładane obozowiska górnicze. Tam też odbywał się ostateczny proces wykańczania półproduktów z krzemienia.

### Bimbrownictwo
Obszar puszczy jest terenem o szczególnych tradycjach nielegalnej produkcji bimbru. Puszczański samogon jest tu produkowany do dzisiaj w oparciu o sprzyjające warunki topograficzne i wielopokoleniową tradycję. Produkcja własnego alkoholu była dla mieszkańców puszczy i jej okolic czymś ważnym, naturalnym i potrzebnym od czasów zaboru rosyjskiego. Bimber pozostaje tu nadal nie tylko nieodłącznym elementem uroczystości rodzinnych, ale też formą środka płatniczego. 
W obrębie puszczy wyróżnia się kilka szkół produkcji samogonu:
- szkoła leśna: rejon Gródka i Michałowa,
- szkoła polna: rejon Walił, Gródka i Michałowa,
- szkoła podmiejska: okolice Czarnej Białostockiej,
- szkoła bagienna: wzdłuż Biebrzy[2].

Najważniejszą i najbardziej znaną z nich jest szkoła leśna. Jednym z charakterystycznych produktów lokalnego bimbrownictwa jest bukwicówka, wódka doprawiana bukwicą zwyczajną.

## Wody powierzchniowe

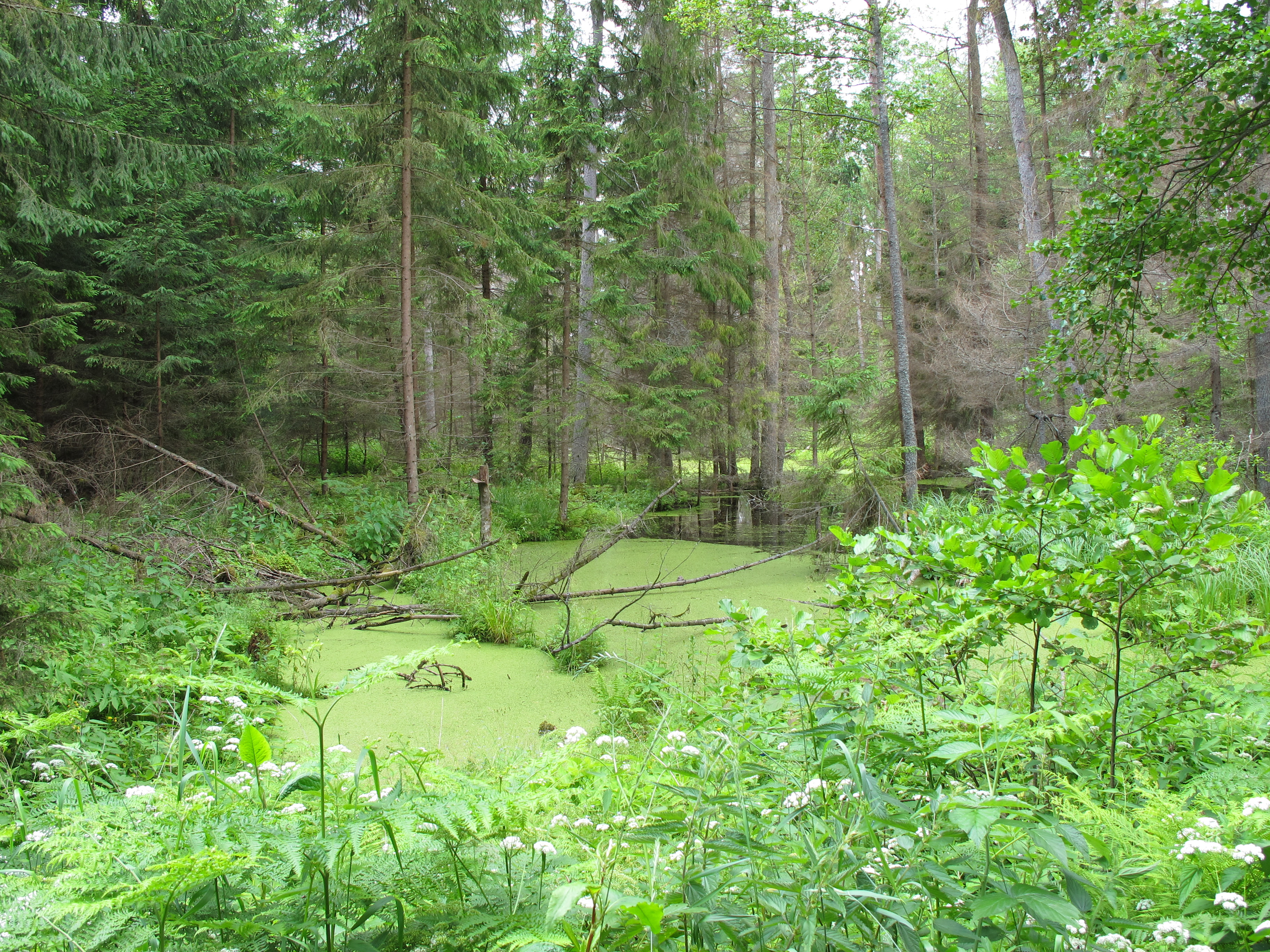
Rozlewiska w okolicy Szudziałowa

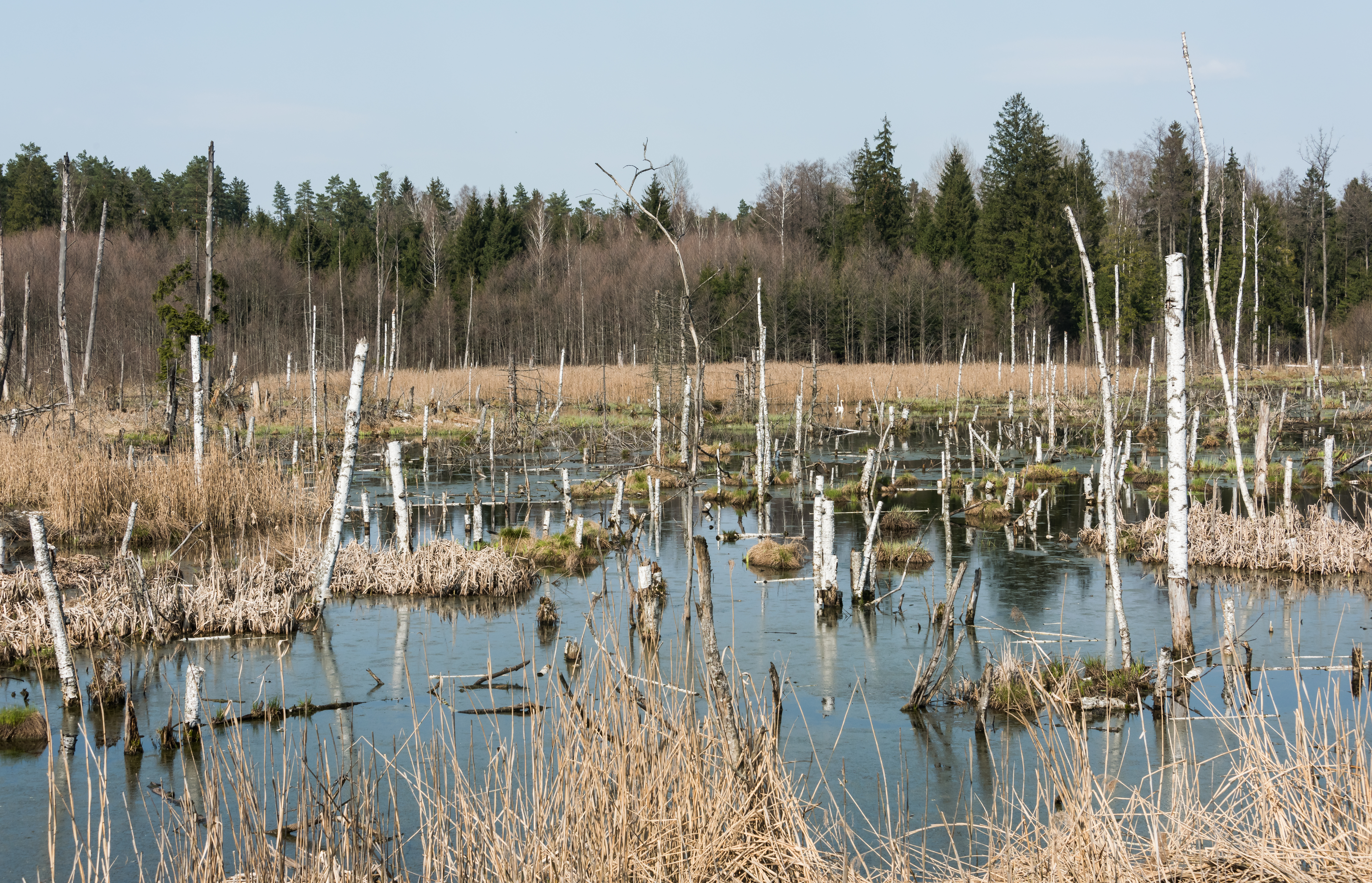
Mokradła przy drodze krajowej nr 65

Wody powierzchniowe Puszczy Knyszyńskiej są ważnym elementem krajobrazu puszczańskiego i charakteryzują się bardzo dużą zwięzłością hydrograficzną, gdyż blisko 95% obszaru Parku leży w dorzeczu jednej rzeki Supraśl. Jest to głównie sieć rzek o układzie kratowym, bardzo różnych spadkach koryta (część z nich o spadku ponad 3‰ typowych dla rzek pogórza). Rzeka główna Parku – Supraśl zasilana jest rzekami o zróżnicowanej długości od 3 km (Jałówka k. Supraśla) do ponad 30 km (Sokołda, Czarna).Inne rzeki  w okolicy: Jaskranki, Kulikówki i Brzozówki wpływają do zlewni Narwi i Biebrzy. Z kolei na wschód od puszczy płyną rzeki do zlewni Niemna - Nietupa, Świsłocz i Łosina. Uzupełnieniem pierwotnej sieci wód powierzchniowych jest system sztucznych kanałów i rowów melioracyjnych, a także kilku stawów i zbiorników zaporowych.
Ważnym z punktu widzenia gospodarowania zasobami wodnymi jest dynamika wieloletnia przepływów rzek, której miarą jest współczynnik zmienności. Spośród rzek puszczańskich najmniej zmienne średnie miesięczne przepływy posiada Czarna i Słoja, a największe Sokołda i górna Supraśl w Zaukach.

## Flora i fauna
Zgodnie z podziałem geobotanicznym Polski autorstwa Władysława Szafera Puszcza Knyszyńska należy do Krainy Białowiesko-Knyszyńskiej Działu Północnego. Jest ona jedynym w Europie Środkowej obszarem zbliżonym pod wieloma względami (strukturalnym, geobotanicznym czy zoogeograficznym) do południowo-zachodniej tajgi. Urozmaicona rzeźba terenu i związane z tym znaczne różnice mikroklimatyczne, hydrologiczne i glebowe, występujące nawet na niewielkich obszarach, sprzyjają wykształceniu się dużej liczby zespołów roślinnych. Świat roślinny charakteryzuje występowanie zbiorowisk o charakterze subborealnym oraz znaczny udział gatunków borealnych z dominacją świerka w zespołach leśnych. W okolicy wsi Lipina są pomnikowe dęby i stare sosny. Znajduje się około 290 drzew uznanych za pomniki przyrody. Najstarszy dąb szypułkowy z okolic Dworzyska, którego wiek jest oceniony na 500 lat. Drzewo o największym obwodzie to lipa wynosi ponad 6,5 metra.
Na terenie Puszczy Knyszyńskiej stwierdzono występowanie 23 zespołów leśnych i zaroślowych. Najbardziej rozpowszechnionymi są: bór iglasty świeży Carici digitatae-Piceetum, bór mieszany wielogatunkowy Serratulo-Piceetum, bór sosnowy świeży Peucedano-Pinetum
Puszcza Knyszyńska wyróżnia się na entomologicznej mapie Polski. Żyje około 2000 gatunków chrząszczy. Występują gatunki związane z martwym drewnem: zagłębek bruzdkowaty(Rhysodes sulcatus) i zgniotek szkarłatny (Cucujus haematodes). Owadem występującym na tych terenach są motyle: szlakoń safraniec (Cucujus haematodes), dostojka eunomia (Boloria eunomia). Ptakiem, charakterystyczny dla puszczy jest jarząbek, licznie występują dzięcioły, sóweczka włochatka, bocian czarny, bielik czy orlik. Są rysie, wilki oraz żubr, który w sposób naturalny przywędrował z Puszczy Białowieskiej.

## Rezerwaty przyrody na terenie Puszczy Knyszyńskiej
- rezerwat przyrody Bahno w Borkach
- rezerwat przyrody Budzisk
- rezerwat przyrody Chomontowszczyzna
- rezerwat przyrody Góra Pieszczana
- rezerwat przyrody Jałówka
- rezerwat przyrody Jesionowe Góry
- rezerwat przyrody Karczmisko
- rezerwat przyrody Kozłowy Ług
- rezerwat przyrody Krasne
- rezerwat przyrody Krzemianka
- rezerwat przyrody Krzemienne Góry
- rezerwat przyrody Kulikówka
- rezerwat przyrody Las Cieliczański
- rezerwat przyrody Międzyrzecze
- rezerwat przyrody Stara Dębina
- rezerwat przyrody Stare Biele
- rezerwat przyrody Starodrzew Szyndzielski
- rezerwat przyrody Surażkowo
- rezerwat przyrody Taboły
- Rezerwat przyrody Wielki Las
- rezerwat przyrody Woronicza